# Physocleora fulgurata
Physocleora fulgurata är en fjärilsart som beskrevs av W. Warren 1906. Physocleora fulgurata ingår i släktet Physocleora och familjen mätare. Inga underarter finns listade i Catalogue of Life.